# Alfonso Ramírez de la Fuente
Luis Alfonso Ramírez de la Fuente (Los Andes, 7 de marzo de 1918 - 27 de marzo de 1995), fue un abogado y político liberal chileno. Hijo de Arturo Ramírez y María Magdalena de la Fuente. Contrajo matrimonio con Marta Eugenia Sotomayor Jiménez.

## Actividades profesionales
Educado en el Instituto Andrés Bello de Los Andes y en la Facultad de Derecho de la Universidad de Chile, donde se tituló como abogado (1941) con una tesis que versaba Teoría general de los actos jurídicos.
Se dedicó al ejercicio libre de su profesión en Los Andes y se dedicó además a actividades agrícolas. Fue miembro de la Comisión Agrícola Sucesión Arturo Ramírez, la que explotó los fundos Plaza Vieja, Batalla de Chacabuco y San Francisco, en la zona de Los Andes.

## Actividades políticas
Militante del Partido Liberal, del cual fue presidente y luego director general en Los Andes. Fue también Director Nacional de su colectividad (1955). Elegido regidor de la Municipalidad de Los Andes (1947-1953) y Alcalde de la misma ciudad (1947-1953 y 1958-1961).
Elegido diputado por San Felipe, Petorca y Los Andes (1961-1965), integrando la comisión permanente de Constitución, Legislación y Justicia.
Ingresó al Partido Nacional (1966) y volvió a ser regidor de Los Andes (1971-1973) y alcalde designado por la dictadura militar (1974).

## Otras actividades
Copropietario de la Fábrica de Conservas de Frutas al jugo El Globo, además, adquirió los fundos El Molino y Plaza Vieja en Los Andes. Presidió la Asociación de Fabricantes de Conservas de Chile (ASFACO) y Consejero de Ahorromet y del Instituto Chileno del Acero (ICHA). 
Miembro de la Sociedad de Fomento Fabril (SOFOFA) y de la Academia de Historia. Director del Club Aéreo de Los Andes y presidente del Consejo Local de Deportes y socio del Club de Leones.